# Spiroplasma melliferum
Spiroplasma melliferum è una specie di batterio appartenente alla famiglia delle Spiroplasmataceae.